# رسم عبود جفتلك
رسم عبود جفتلك قرية سوريّة تتبع إداريّاً لمحافظة حلب منطقة منبج ناحية خفسة، بلغ تعداد سكانها (340) نسمة حسب التعداد السكاني لعام 2004.